# Râul Cedar, Iowa
Râul Cedar (Cedar River) este un râu din zona central-nordică a Statelor Unite ale Americii, ce izvorăște din SE statului Minnesota, îndreptându-se către SE, unde se unește cu râul Iowa la cca 32 km de fluviul Mississippi. De-a lungul celor 544km ai săi  străbate mai multe orașe, inclusiv Cedar Rapids. Râul și-a căpătat numele de la cedrii roșii care cresc pe malurile sale.